# Доматени жаби
Доматените жаби, още жаби домат (Dyscophus) са род безопашати земноводни от семейство Тесноусти жаби (Microhylidae), единствени в подсемейство Dyscophinae. Общото им наименование идва от яркочервената окраска на вида D. antongilii.

## Разпространение
Те са ендемични за Мадагаскар. Жабите домат са застрашени от изчезване.

## Жизнен цикъл
Жабата домат живее 6 – 8 години. Полова зрялост достигат на 9 – 14 месеца. Размножават се през дъждовния сезон и водят нощен начин на живот. Женската снася над 1000 яйца, от които след 36 часа се развиват попови лъжички, които след 45 дни се превръщат в малки жабчета. Доматената жаба се храни с дребни насекоми и безгръбначни. Женските са по-едри от мъжките екземпляри. Самките достигат до 10 см дължина, докато дължината на самците е 6 – 8 см.

## Окраска
При възрастните екземпляри цветът може да варира от жълто-оранжев до наситено червен, като зависи от пола. Женските са червено-оранжеви до тъмночервени, докато мъжките не са толкова ярки – цветът им варира от жълто-оранжев до кафяво-оранжев. Младите екземпляри също имат по-тъмни цветове, които стават по-ярки със съзряването им. Коремчето на всички екземпляри е жълтеникаво, като понякога има и тъмни петна по гърдите.

## Защита
Когато се чувства застрашена, доматената жаба отделя от кожата си гъста слуз, която дразни очите и лигавицата на нападателя и за да се предпази, хищникът се отказва от атаката. Слузта съдържа токсин, който може да предизвика алергична реакция при човека, но не е смъртоносен. При покой доматените жаби не отделят защитна субстанция, а само когато са в опасност.

## Видове
Към доматените жаби спадат следните видове:
- Dyscophus antongilii (Grandidier, 1877) – Доматена жаба
- Dyscophus guineti (Grandidier, 1875)
- Dyscophus insularis (Grandidier, 1872)